# Francis Ysidro Edgeworth

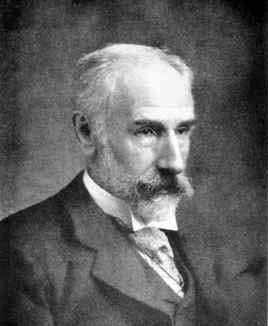
Francis Ysidro Edgeworth

Francis Ysidro Edgeworth (Edgeworthstown, County Longford, 8 februari, 1845 – Oxford, 13 februari, 1926) was een Iers econoom. Edgeworth studeerde in Dublin en werd hoogleraar in Oxford.

## Leven
Edgeworth werd in County Longford geboren in het dorp Edgeworthstown. Hij ging niet naar school, maar werd op het familielandgoed Edgeworthstown opgeleid door privédocenten, totdat hij oud genoeg was om naar de universiteit te gaan. Zijn grootvader van vaderskant was Richard Lovell Edgeworth; de kinderboekenschrijfster Maria Edgeworth was een van zijn vele tantes. Zijn vader, Francis Beaufort Edgeworth, "een rusteloze filosofiestudent aan de Universiteit van Cambridge, ging op weg naar Duitsland er in Londen vandoor met de zestienjarige Rosa Florentina Eroles, de dochter van een vluchteling/emigrant uit Catalonië, Antonio Eroles. Het paar had elkaar ontmoet op de trappen van het British Museum. Reeds na drie weken werd er getrouwd. Ysidro Francis Edgeworth (de voornamen werden later omgekeerd) ..." was de tweede zoon uit dit huwelijk. Edgeworth sprak dus vanaf zijn vroegste jeugd al drie talen, Engels, Spaans en Frans.
Als student aan Trinity College in Dublin en Balliol College, een van de colleges van de Universiteit van Oxford, studeerde Edgeworth klassieke- en moderne talen. Als een gedreven autodidact studeerde hij pas wiskunde en economie nadat hij zijn universitaire studies had afgerond. Hoewel hij zich in 1877 als advocaat in Londen kwalificeerde, oefende hij geen praktijk uit.
Op basis van zijn publicaties in de jaren 1880 op het gebied van de economie en de wiskundige statistiek werd hij in 1888 tot hoogleraar in de economie aan King's College London benoemd. In 1891 volgde een benoeming tot Drummond Professor of Political Economy aan de Universiteit van Oxford. In datzelfde jaar werd hij ook oprichtend redacteur van de The Economic Journal, tot op de huidige dag een van de toonaangevende wetenschappelijke publicaties op het gebied van de economische wetenschap. Edgeworth zou tot aan zijn dood 35 jaar later in diverse hoedanigheden aan de The Economic Journal verbonden blijven.

## Werk

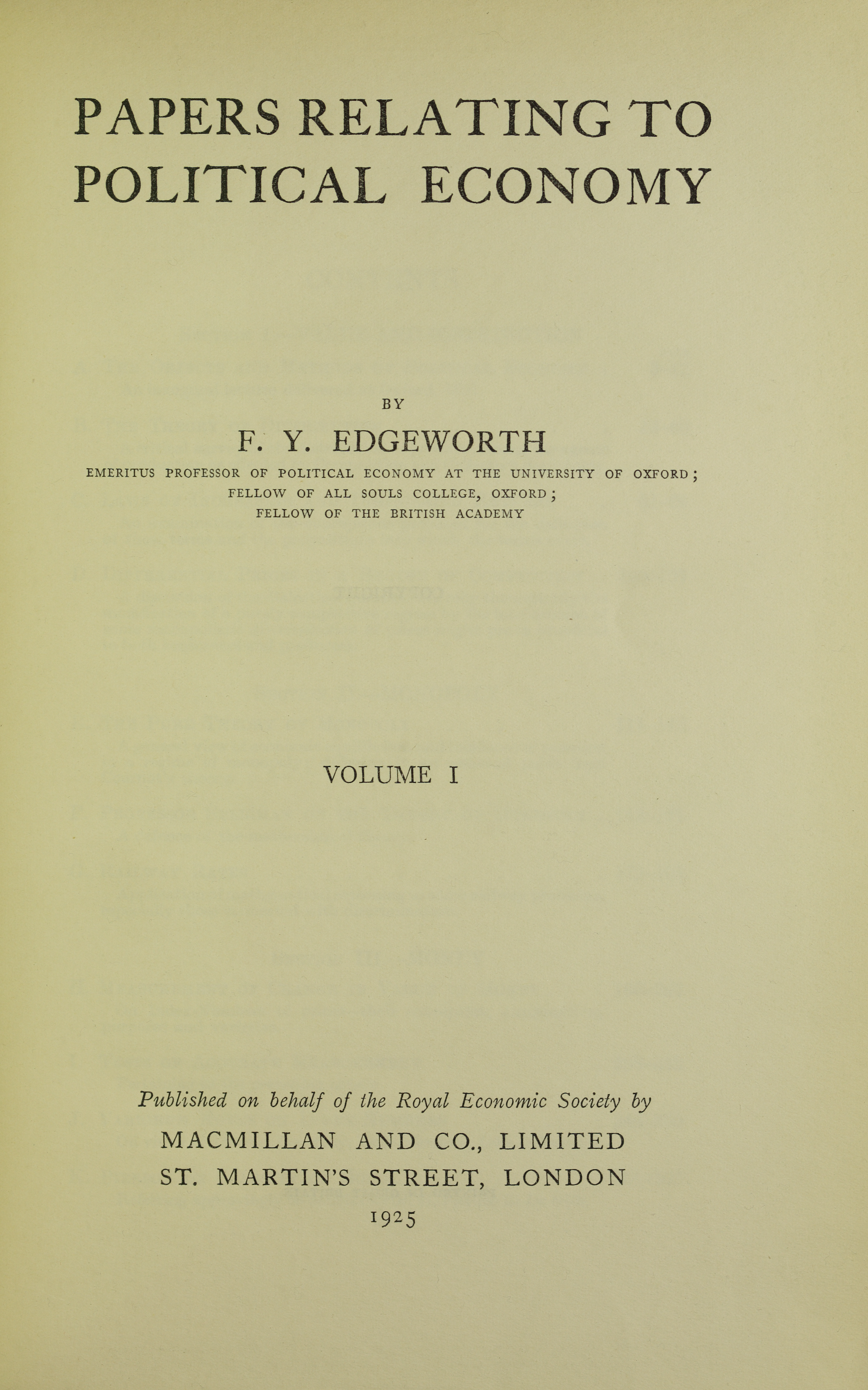
Papers relating to political economy, 1925

Edgeworths denkbeelden en theorieën droegen bij aan de ontwikkeling van de neo-klassieke economie. Hij gebruikte wiskundige technieken om beslissingen van een individu in de economie te berekenen. Een van de belangrijkste door hem geschreven boeken is Mathematical Psychics uit 1881. Edgeworth stelde hierin centraal dat het eerste principe van de economie is dat elke handelend individu alleen gedreven wordt door eigenbelang. Dit is ook een van de principes die gelden bij de rationele keuzetheorie.

## Bijdragen aan de economie
In Mathematical Psychics (1881), zijn beroemdste en origineelste boek, bekritiseerde hij Jevons' theorie van de ruilhandel. Hij liet zien dat er onder een systeem van "recontracting" veel mogelijke oplossingen bestaan, het contract is als het ware onbepaald. Edgeworths "range of final settlements" werd later door Martin Shubik (1959) opnieuw gebruikt als het speltheoretische concept van de "the core" (de kern).
- Vermoeden van Edgeworth

Wanneer het aantal agenten in een economie toeneemt, vermindert de mate van onbepaaldheid.
In het limietgeval van een oneindig aantal agenten (perfecte concurrentie), is het contract volledig bepaald en identiek aan het 'evenwicht' van de economen. De enige manier om deze onbepaaldheid van contract op te lossen zou een beroep op het utilitaristische principe zijn om de som van de nutten van handelaren over het bereik van de eindafrekeningen te maximaliseren. Het was overigens in Edgeworths boek uit 1881 dat hij in de economie de veralgemeende nutsfunctie, U (x, y, z, ...) introduceerde en als eerste een 'indifferentiecurve' tekende.
- Internationale handel

Hij gebruikte als eerste aanbodcurves en gemeenschapsindifferentiecurven om zijn belangrijkste proposities te illustreren; daaronder ook het "optimale tarief".
- Belastingparadox

Belasting op een goed kan daadwerkelijk leiden tot een daling van de prijs van dat goed.
Hij voorzag in de utilitaristische basis voor een hoge progressieve belastingheffig, met als argument dat de optimale verdeling van de belastingen zo zou moeten zijn dat het 'het marginale onnut voor elke belastingbetaler hetzelfde zou moeten zijn' (Edgeworth, 1897).
- Monopolieprijzen

In een artikel uit 1897 over monopolieprijzen bekritiseerde Edgeworth Cournots exacte oplossing van het duopolieprobleem met hoeveelheidsaanpassingen evenals Bertrands "ogenblikkelijk competitieve" resultaat in een duopoliemodel met prijsaanpassingen. Ongeveer tegelijkertijd liet Edgeworth zien hoe prijsconcurrentie tussen twee bedrijven met capaciteitsbeperkingen en/of stijgende marginale kosten-krommen in onbepaaldheid resulteerde. Dit gaf aanleiding tot het Bertrand-Edgeworth-model van oligopolies.
- Marginale productiviteitstheorie

In diverse artikelen uit de eerste jaren van de 20e eeuw (1904, 1911) bekritiseerde Edgeworth de marginale productiviteitstheorie. Hij probeerde de neoklassieke theorie van de verdeling van een meer solide basis te voorzien. Hoewel zijn werk op het gebied van oorlogsfinanciën voor de Eerste Wereldoorlog origineel was, was dit werk een beetje te theoretisch en kreeg het niet de praktische invloed, waarop hij had gehoopt.
- Limietstelling van Edgeworth

Zijn limietstelling heeft betrekking op het evenwicht van vraag en aanbod in een vrije markt (zie limietstelling van Edgeworth).

## Voetnoten
1. ↑  (en)  Francis Ysidro Edgeworth op cepa.newschool.edu
2. 1 2  https://web.archive.org/web/20050209100037/http://cepa.newschool.edu/het/profiles/edgew.htm

- Bibsys: 90388908
- Biblioteca Nacional de España: XX1493507
- Bibliothèque nationale de France: cb123517276 (data)
- CiNii: DA01052291
- Gemeinsame Normdatei: 119111411
- International Standard Name Identifier: 0000 0000 8369 3295
- Library of Congress Control Number: n85230225
- Nationale Bibliotheek van Tsjechië: ola2002161247
- Nationale bibliotheek van Australië: 35056408
- Nationale Bibliotheek van Israël: 987007275860405171
- Nederlandse Thesaurus van Auteursnamen: 070943281
- SNAC: w65150k7
- Système universitaire de documentation: 032499116
- Trove: 813923
- Virtual International Authority File: 32072685
- WorldCat: E39PBJhxkwHv3xq3jPTjBK9v73